# Patricia Willi
Patricia Willi (Walenstadt, 27 dicembre 1991) è una calciatrice svizzera, centrocampista offensivo della nazionale svizzera.
In carriera ha ricoperto anche il ruolo di attaccante e vestito la maglia della nazionale svizzera Under-19 nei primi anni duemila.

## Palmarès

### Club
- Campionato svizzero: 3

Zurigo: 2015-2016, 2017-2018, 2018-2019
- Coppa Svizzera: 3

Zurigo: 2015-2016, 2017-2018, 2018-2019

### Individuali
- Capocannoniere della Lega Nazionale A

2014-2015 (20 reti)